# Bundesverband der Deutschen Fluggesellschaften
Bundesverband der Deutschen Fluggesellschaften (BDF) e. V. wurde 1976 als Arbeitsgemeinschaft Deutscher Luftfahrtunternehmen (ADL) gegründet und im Juli 2006 in Bundesverband der Deutschen Fluggesellschaften (BDF) umbenannt. Der Verband vertritt nahezu alle deutschen Fluggesellschaften. Die fünf Mitglieder (Condor, Eurowings, Lufthansa, Lufthansa Cargo und TUIfly) sind im Linien-, Charter-, Fracht- und Low Cost-Verkehr tätig.
Der BDF vertritt die deutschen Fluggesellschaften gegenüber den Flughäfen und gegenüber der Politik, Wirtschaft und Verwaltung in Deutschland. Auf europäischer Ebene nimmt er Einfluss über die europäischen Airline-Verbände AEA, AIRE, und ERA und durch die deutschen Vertreter in den europäischen Gremien.
Präsident ist seit 2024 Peter Gerber (zugleich CEO von Condor). Michael Engel leitet den Verband seit 2008 als Geschäftsführer. Die Geschäftsstelle befindet sich in Berlin.